# Özge Özder
Elif Özge Özder (Ankara, Turska - 1. travnja 1978.) turska je glumica. Najpoznatija je po ulozi Cavidan Meriçoğlu u turskoj televizijskoj seriji Kismet.

## Životopis
Elif Özge Özder rođena je 1. travnja 1978. u Ankari u Turskoj. Karijeru je započela 1993. godine u televizijskoj seriji Ferhunde Hanımlar. U idućih nekoliko godina sudjelovala je u još nekim televizijskim serijama kao što su Sonbahar Kadınları, Dadı, Çifte Bela i Aşkın Mucizeleri, ali i u filmovima Umut Adası,  Sınav i Sıfır Dediğimde. Velik uspjeh ostvaruje ulogom Cavidan Merçioğlu u televizijskoj seriji Kismet. 2008. godine sudjelovala je u filmu Başka Semtin Çocukları, a 2009. glumi u televizijskoj seriji Ömre Bedel.

## Filmografija
| Godina        | Naslov                 | Uloga             | Vrsta               |
| ------------- | ---------------------- | ----------------- | ------------------- |
| 2009. – 2010. | Ömre Bedel             | Aylin             | televizijska serija |
| 2008.         | Başka Semtin Çocukları | Gül               | film                |
| 2007. – 2008. | Kismet                 | Cavidan Meriçoğlu | televizijska serija |
| 2007.         | Sıfır Dediğimde        | Genç Müberra      | film                |
| 2006.         | Sınav                  | Candan Hoca       | film                |
| 2006.         | İyi ki Varsın          | Aslı              | televizijska serija |
| 2006.         | Umut Adası             | Sibel             | film                |
| 2005.         | Emret Komutanım        | Hemşire Sultan    | televizijska serija |
| 2004.         | Uy Başuma Gelenler     | -                 | televizijska serija |
| 2004.         | Haziran Gecesi         | Lale              | televizijska serija |
| 2004.         | İyi Aile Robotu        | Çağla             | televizijska serija |
| 2004.         | Aşkın Mucizeleri       | -                 | televizijska serija |
| 2003.         | Estağfurullah Yokuşu   | Didem             | televizijska serija |
| 2003.         | Hayat A.Ş.             | -                 | televizijska serija |
| 2001.         | Çifte Bela             | -                 | televizijska serija |
| 2000.         | Dadı                   | Derya             | televizijska serija |
| 1998.         | Sonbahar Kadınları     | -                 | televizijska serija |
| 1993.         | Ferhunde Hanımlar      | -                 | televizijska serija |